# Loverboy (2003)
Loverboy is een Nederlandse film uit 2003. De film draait om een meisje (Denise) dat in handen valt van een zogenaamde loverboy, Michael.
De film is in de vorm van een liefdesverhaal gemaakt. Het is duidelijk dat Denise verliefd is op Michael. Zij wordt geleidelijk meer en meer afhankelijk van hem. Het wordt niet duidelijk gemaakt of de gevoelens wederzijds zijn, of dat Michael doet alsof.
De film is uitgebracht als telefilm.

## Verhaal
Denise, een meisje van zeventien jaar oud, heeft het thuis niet breed. Ze wordt verleid door Michael, een knappe charmante jongen. Haar leven verandert wanneer Michael haar overlaadt met de duurste cadeaus en haar een gevoel van eigenwaarde geeft. Dan vertelt hij dat hij zichzelf vanwege haar in de schulden gestoken heeft. Hij overtuigt haar om met een vriend naar bed te gaan om zo zijn schulden af te lossen. Denise denkt dat het bij één keer blijft, maar wanneer Michael zegt dat hij naar het buitenland moet vluchten om aan zijn schuldeisers te ontsnappen, wil Denise hem helpen. Denise gaat nu met mannen naar bed om geld voor Michael te verdienen. Door de ruzies met haar moeder trekt ze uiteindelijk bij hem in om vanaf dan op de tippelzone haar werk te doen.
Uiteindelijk komt ze erachter dat Michael op deze manier al heel veel meisjes in de prostitutie heeft gebracht.
Het komt weer goed en de twee plannen te verhuizen naar Ibiza.  Dan ontdekt Denise dat wat zij hadden allemaal schijn was. Ze rent weg en Michael rent achter haar aan. Micheal beweert dat hij echt van haar is gaan houden, maar ze gelooft hem niet meer. Denise keert terug naar haar moeder. Later komt Denise Micheal tijdens een rondje lopen met haar moeder en Claudia weer tegen, waarna een korte woordenwisseling afspeelt. Uiteindelijk blijkt dat Micheal een mes vast houdt tegen haar gezicht, en laat hij een grote wond achter op haar wang als soort wraakactie.

## Rolverdeling
- Monique van der Werff - Denise
- Dragan Bakema - Michael
- Philip Ivanov - Lorenzo
- Tara Elders - Julia
- Chantal Janzen - Claudia
- Walid Benmbarek - Aziz
- Bouchra Tjon Pon Fong - Priscilla
- Marie Louise Stheins - Moeder
- Terence Schreurs - Felicia
- Joan Nederlof - Tante Jolanda

## Trivia
- De film is veelvuldig op middelbare scholen vertoond, om zo vooral jonge tienermeisjes te wijzen op het gevaar van loverboys.
- De film Loverboy is nooit op dvd uitgebracht wegens het ontbreken van de muziekrechten.
- Schaatser Carl Verheijen speelt een kleine rol als wachtend persoon in de rij van de discotheek met één zin tekst.